# Aphonopelma anitahoffmannae
Aphonopelma anitahoffmannae là một loài nhện trong họ Theraphosidae.
Loài này thuộc chi Aphonopelma. Aphonopelma anitahoffmannae được miêu tả năm 2005 bởi Locht et al..